# Southern-Cross-Subglazialhochland
Das Southern-Cross-Subglazialhochland umfasst eine Gruppe von Hochplateaus, die komplett von kontinentalem Gletschereis überdeckt sind. Im Wilkesland liegen diese Plateaus östlich des Webb-Subglazialgrabens am nördlichen Ende des Wilkes-Subglazialbeckens.
Seine Ausdehnung wurde mittels Sonarortung im Rahmen eines gemeinsamen Programms des Scott Polar Research Institute, der National Science Foundation und Dänemarks Technischer Universität zwischen 1967 und 1979 ermittelt. Benannt ist es nach der Southern Cross, des Schiffs des norwegischen Polarforschers Carsten Egeberg Borchgrevink bei der Southern-Cross-Expedition (1898–1900).